# Heimat – Eine deutsche Chronik
Heimat – Eine deutsche Chronik wurde 1981/1982 gedreht und ist der erste Teil der Heimat-Trilogie des Regisseurs Edgar Reitz. Er besteht aus elf Teilen in unterschiedlicher Länge zwischen 58 und 138 Minuten. Der Film erzählt die Geschichte der Maria Simon, geb. Wiegand, und ihrer Familie aus dem fiktiven Dorf Schabbach im Hunsrück. Sie wird vom 19. Lebensjahr (1919) bis zum 82. Lebensjahr (1982) begleitet. Eingebettet in das dörfliche Leben verknüpfen und lösen sich die Lebenswege der Schabbacher Familien in chronologischer Folge.

## Handlung

### Teil 1: Fernweh (1919–1928)

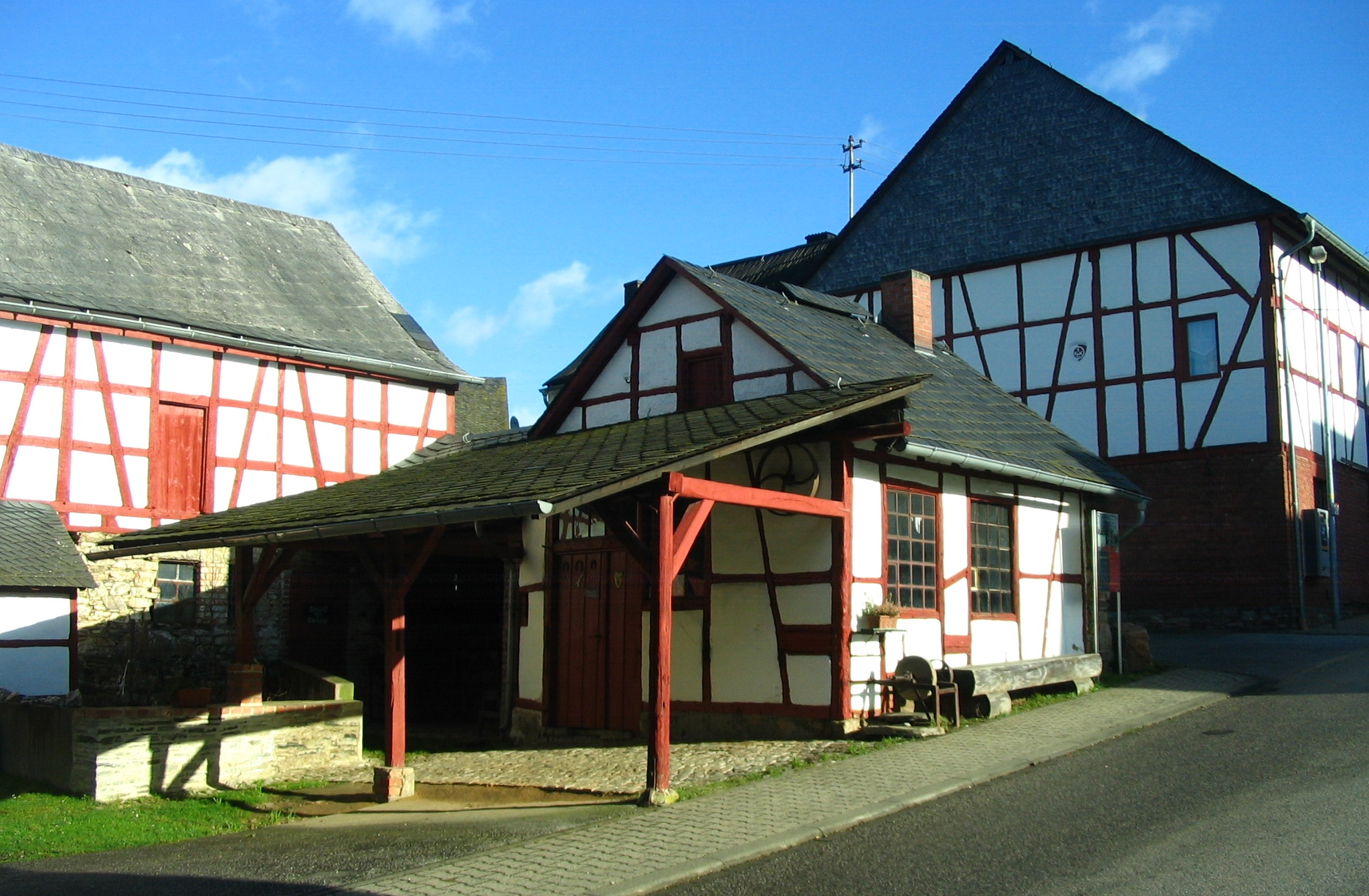
Drehort in Gehlweiler für die Schmiede von Mathias Simon

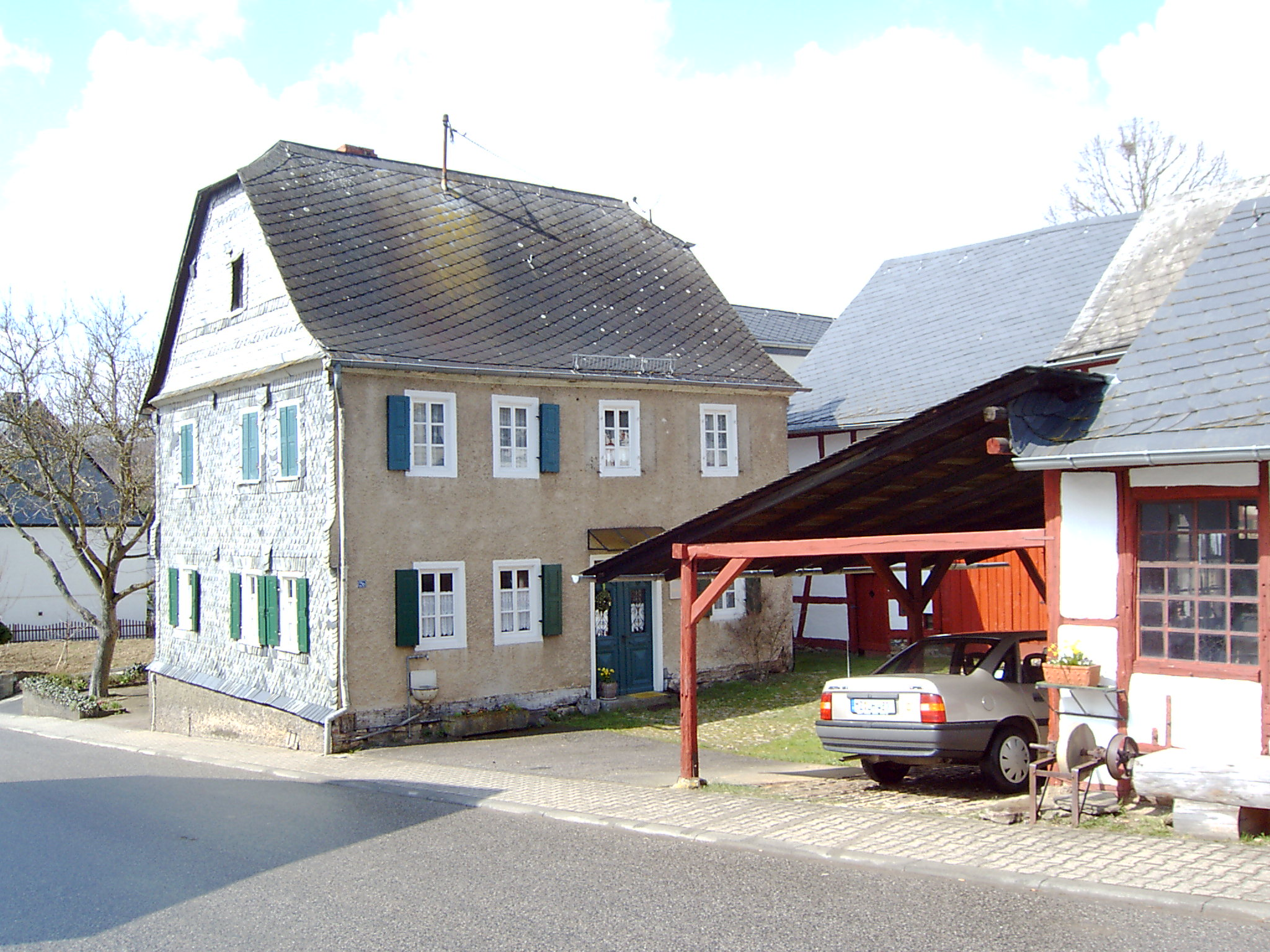
Drehort in Gehlweiler für Haus und Schmiede der Familie Simon

Der erste Film beginnt im Jahr 1919 mit der Heimkehr von Paul Simon aus dem Ersten Weltkrieg. Er tritt in die Welt der heimatlichen Schmiede um seinen Vater Mathias, die Mutter Katharina, den kränklichen Bruder Eduard und die Schwester Pauline. Der archaische Familienverband, der sich bei Pauls Heimkehr in der Wohnstube versammelt, zeigt sich trotz des verlorenen Krieges vom Kriegsgeschehen kaum betroffen.
Im Gedenken an die zahlreichen Gefallenen des Ortes wird ein Kriegerdenkmal eingeweiht. Der schweigsame, in sich gekehrte Kriegsheimkehrer Paul hat eine große Leidenschaft: die Radiotechnik. Als geschickter Bastler baut er einen Empfänger und schafft damit für seinen Heimatort Schabbach einen Zugang zur Welt.
1922 verliebt sich Paul in Apollonia, die von einem französischen Besatzungssoldaten ein Kind erwartet. Da Apollonia im Dorf nicht wohlgelitten und von übler Nachrede verfolgt ist – sie wird als Zigeunerin beschimpft und zu Unrecht bezichtigt, ihr Kind in einer Jauchegrube getötet zu haben – flieht sie nach Koblenz und heiratet später den Vater ihres Kindes. Trotz seiner unglücklichen Liebe zu Apollonia heiratet Paul schließlich Maria, die Tochter von Bürgermeister Alois Wiegand, und bekommt mit ihr die Kinder Anton und Ernst.
Im Jahr 1923 werden Pauline und Eduard Zeuge, wie ein Jude, dem nachgesagt wird Anhänger des Separatismus zu sein, von Umherziehenden angegriffen wird und die Fenster seiner Wohnung mit Steinen eingeworfen werden.
Als Pauls Bruder Eduard 1927 Geologen am örtlichen Goldbach arbeiten sieht, glaubt er, dass er dort Gold finden könne, und beginnt mit Freunden intensiv zu schürfen. Es findet sich aber kein Gold, sondern nur Kupferoxid.
Paul, der auch als Waldarbeiter tätig ist, entdeckt bei der täglichen Arbeit eine nackte Frauenleiche. Der Täter kann jedoch nicht ermittelt werden.
Eines Tages verlässt Paul das Haus, um „ein Bier trinken“ zu gehen. Tatsächlich aber verlässt er Schabbach und seine Familie auf unabsehbare Zeit. Maria sucht ihren Mann vergeblich und bleibt ratlos und verzweifelt zurück.

### Teil 2: Die Mitte der Welt (1928–1933)
Paul ist noch einmal in einer Szene nach der Ankunft auf Ellis Island in den USA zu sehen. Dort redet er mit einem Weltkriegsveteranen über seine Flucht aus der Heimat.
Bruder Eduard Simon fährt wegen seiner Lungenkrankheit nach Berlin zu Professor Sauerbruch, der ihn operiert. Eduards Aufenthalt fällt mit der Machtergreifung der Nationalsozialisten zusammen, und er wird Zeuge der Fackelumzüge durch die Reichshauptstadt. Bei einem nächtlichen Spaziergang durch die Stadt lernt er die Prostituierte Lucie kennen, die er heiratet und mit nach Schabbach nimmt.
Zu Hause angekommen stellt Eduard Lucie seiner Familie vor. Er erklärt, dass Lucie aus den „feinsten Kreisen“ Berlins stamme. Die opportunistische Lucie stiftet Eduard dazu an, der SA beizutreten; sie hofft dadurch zu Reichtum und gesellschaftlichem Ansehen zu kommen.
Pauls Mutter Katharina reist zum Geburtstag ihres Bruders, der ebenso wie der „Führer“ an einem 20. April geboren wurde, nach Bochum. Bei ihrer Verwandtschaft wird sie Zeugin, wie ihr Neffe Fritz, ein bekennender, aber inzwischen gemäßigter Kommunist, von der Polizei verhaftet und in ein Konzentrationslager gebracht wird. Katharina nimmt die Tochter ihres Bruders nach Schabbach mit.
Zuhause in Schabbach ist von den politischen Ereignissen nichts zu spüren. Die Familie genießt ihr materielles Glück und interessiert sich nicht für Politik. Einzig Katharina kritisiert das Gebaren der Menschen in der neuen Zeit und meint, es sei doch alles nur „auf Pump“ gekauft. Zudem fordert sie ihren Enkel auf, die Uniform der Hitlerjugend auszuziehen.

### Teil 3: Weihnacht wie noch nie (1935)
Eduards Eintritt in die Partei zahlt sich aus. Er wird Amtsbürgermeister von Rhaunen, in der NS-Zeit Verwaltungssitz für die umliegenden Dörfer. Auf Lucies Drängen und mit dem Kredit eines jüdischen Bankiers lässt er eine repräsentative Villa „mit 52 Fenstern“ bauen. Lucie ist selig und hegt große Hoffnungen auf den weiteren gesellschaftlichen Aufstieg.
Der einäugige Hans, Sohn eines Sozialisten aus dem Dorf, entdeckt bei einem seiner Streifzüge KZ-Häftlinge bei der Arbeit in der Nähe von Schabbach. Ein SS-Wachmann erklärt Hans, mit seinem einen Auge sei er der ideale Scharfschütze und erklärt ihm das Schießen über Kimme und Korn. Als Hans seine Fähigkeiten mit einem Luftgewehr an den Porzellan-Isolatoren der kürzlich errichteten Telefonmasten ausprobiert, wird er von einem Polizisten aufgegriffen und zum Bürgermeister Eduard Simon geführt. Eduard lässt Gnade walten und ermutigt Hans, sein Talent weiterzuentwickeln.
Maria Simons Bruder Wilfried Wiegand kehrt zu Weihnachten 1935 von einer SS-Ausbildung aus Berlin zurück und hinterlässt bleibenden Eindruck bei Lucie. Beide organisieren am Vorabend der Remilitarisierung des Rheinlandes ein Treffen in der Villa mit den NSDAP-Parteifunktionären Alfred Rosenberg, Robert Ley und Wilhelm Frick. Die drei Nazigrößen bleiben aber nur kurz, so dass Lucie keine Gelegenheit hat, sich als Gastgeberin in Szene zu setzen.

### Teil 4: Reichshöhenstraße (1938)
Der Hunsrück bekommt eine Fernstraße, die Reichshöhenstraße. Mehrere tausend Straßenbauarbeiter der Organisation Todt kommen dafür in den Hunsrück und werden in den Dörfern einquartiert. Bei den Simons in Schabbach kommt der fränkische Bauleiter Otto Wohlleben unter, der sich schon bald mit Marias Söhnen Anton und Ernst anfreundet. Auch Maria und er kommen sich allmählich näher, vor allem deshalb, weil Otto nach einem Unfall seinen Arm für längere Zeit in einem Gipsverband tragen muss und Marias Hilfe braucht. Bei einem Tanzabend sind die beiden unzertrennlich. Maria ist noch zurückhaltend, weil sie in Ottos Kammer das Foto einer Frau entdeckt hat. Sie erfährt von Otto, dass es sich um dessen Cousine handelt, zu der er ein inniges Verhältnis zu haben scheint. Dennoch steht der Liebe zwischen Maria und Otto jetzt kaum noch etwas im Wege.
Zur selben Zeit bekommt Lucie Besuch: Martina möchte ihre ehemalige Bordellchefin aus Berliner Zeiten wiedersehen und quartiert sich eine Zeitlang in Lucies und Eduards Villa ein. Eduard freut sich über die Erinnerung an die Berliner Zeit. Lucie hingegen möchte von ihrer Vergangenheit nichts mehr wissen und fühlt sich von Martina gestört. Außerdem kann sie Eduards Lethargie kaum noch ertragen.

### Teil 5: Auf und davon und zurück (1938–1939)
Die Reichshöhenstraße ist fertig und führt nun nicht von Dorf zu Dorf wie die alten Ortsverbindungsstraßen, sondern von Bunker zu Bunker, wie die Schabbacher feststellen. Lucie holt ihre Eltern von Berlin in den Hunsrück, aber auf der Reichshöhenstraße verunglückt sie mit dem Auto. Ihre Eltern kommen ums Leben.
Währenddessen erlebt Maria mit Otto eine kurze glückliche Zeit. Auch Robert und Pauline geht es immer besser. Robert glaubt fest an eine gute Zukunft und hat sich hundert Flaschen Wein vom 37er Jahrgang, einem „Jahrhundertjahrgang“, in den Keller gelegt. In diesem Moment kommt ein Brief von Paul in Schabbach an – das erste Lebenszeichen nach mehr als zehn Jahren. Paul lebt in Amerika und hat in Detroit eine Elektronik-Firma gegründet. Jetzt will er Schabbach wiedersehen und kündigt seinen Besuch an.
Maria ist völlig verwirrt. Sie fühlt sich trotz allem ihrem Ehemann verpflichtet und bereitet zu Hause alles für seine Ankunft vor. Wie in Panik trennt sie sich am Ende sogar von Otto, ohne zu wissen, dass sie bereits ein Kind von ihm erwartet. Kurz darauf, Ende August 1939, fährt sie mit Anton nach Hamburg, um Paul am Hafen zu empfangen. Paul darf aber noch nicht vom Schiff. Er benötigt einen Ariernachweis, der aber nicht so schnell zu erbringen ist. Als am 1. September der Krieg beginnt, verlässt das Schiff mit Paul an Bord den Hamburger Hafen Richtung Amerika. Maria bleibt mit Anton völlig konsterniert in Hamburg zurück – mit dem Gefühl, alles falsch gemacht zu haben.

### Teil 6: Heimatfront (1943)
Alle kriegstauglichen Männer aus Schabbach sind eingezogen. Daheim geblieben sind nur die Alten und die Parteifunktionäre. Zu ihnen gehört Marias Bruder Wilfried Wiegand, der inzwischen Ortsbauernführer ist. Er hat die Aufsicht über mehrere französische Kriegsgefangene, die auf den Höfen bei der Feldarbeit helfen müssen. Als nahe Schabbach ein britischer Bomber abstürzt, sucht Wilfried im Wald nach dem Piloten, der schwer verletzt überlebt hat und Wilfried um Hilfe bittet. Wilfried jedoch erschießt den Soldaten kaltblütig und erzählt später, er habe ihn auf der Flucht erschießen müssen.
Maria arbeitet inzwischen für die Reichspost. Mit dem Dienstauto holt sie Martha, die Braut von Anton, der inzwischen in Russland ist, vom Bahnhof ab. Martha kommt aus Hamburg und ist hochschwanger. In Schabbach wird sie mit Anton in einer telefonischen Ferntrauung vermählt.
„Hermännchen“, Marias uneheliches Kind von Otto, ist drei Jahre alt. Otto hat sich währenddessen zum Sprengkommando versetzen lassen, um Blindgänger zu entschärfen. Als er zu einem Einsatz in der Eifel in die Luftwaffenausbildungsstelle kommt, erfährt er von Ernst, der dort stationiert ist, dass er mit Maria einen Sohn hat.

### Teil 7: Die Liebe der Soldaten (1944)
An der Ostfront lernt Anton, wie Kriegspropaganda funktioniert. Er ist Kameraassistent bei der Deutschen Wochenschau, und je verzweifelter die Kriegslage wird, umso mehr erwartet die Heeresleitung von der Propagandakompanie heroische Bilder. Die Kriegswirklichkeit darf nicht gefilmt werden. In einem Geheimeinsatz wird Anton Augenzeuge, wie die Wehrmacht mehrere Partisanen im Wald erschießt. Sein Team muss den Vorgang für die Geheimregistratur filmen.
Daheim hat Otto Wohlleben die Möglichkeit bekommen, bei der Fahrt zu einem Einsatz in Schabbach vorbeizukommen. Er möchte Maria wiedersehen und seinen Sohn Hermann kennenlernen. Nach anfänglicher Vorsicht sind sich Otto und Maria schon bald wieder so vertraut wie vor dem Krieg und verbringen die Nacht mit langen Gesprächen, während draußen die feindlichen Bomberverbände über das Dorf fliegen. Am nächsten Morgen fährt Otto zu seinem nächsten Einsatz weiter. Er muss einen Blindgänger auf einem Bahngelände entschärfen. Aber diesmal explodiert die Bombe und tötet Otto. Anfang 1945 stirbt auch Großvater Mathias Simon, nachdem er lange Zeit nur noch krank im Bett gelegen hat.
Wenig später marschieren amerikanische Soldaten in die Region ein. Sie beschlagnahmen die Villa von Lucie und Eduard. Lucie wittert aber schnell die Möglichkeit, nun vielleicht mit Hilfe der Amerikaner den gesellschaftlichen Aufstieg zu erreichen.

### Teil 8: Der Amerikaner (1945–1947)
Schon kurz nach Kriegsende ist die Anwesenheit der Besatzungsmacht in Schabbach gewöhnlicher Alltag. Im Mai 1946 erscheint Paul Simon in Schabbach, in großer Limousine und mit Chauffeur. Ganz Schabbach ist in Aufregung, die Familie schart sich um den Amerikaner, der den Trubel sichtlich genießt. Nur Maria bleibt auf Distanz. Als Paul den Schabbachern großspurig ein Wiedersehensfest spendiert und nach der Feier zu Maria ins Schlafzimmer möchte, weist sie ihn ab. Später versucht Maria von Paul zu erfahren, warum er damals wortlos verschwunden ist, aber sie bekommt keine Antwort.
Marias Söhne Ernst und Anton haben den Krieg überlebt. Ernst, seit seiner Jugend ein passionierter Flieger, schlägt sich mit anrüchigen Geschäften durch, vermeidet dabei aber, nach Schabbach zu kommen, obwohl er sogar ganz in der Nähe wohnt. Anton kommt 1947 nach Hause. Er ist aus sowjetischer Gefangenschaft entkommen und mehr als 5.000 Kilometer zu Fuß von Nowosibirsk nach Hause gelaufen. Während seines langen Marsches hat er schon sehr genau seine Zukunft geplant.
Kurz nachdem Anton in Schabbach angekommen ist, stirbt Großmutter Katharina Simon. Sohn Paul kehrt allerdings noch vor der Beerdigung seiner Mutter nach Amerika zurück, weil seine Aufenthaltsgenehmigung abgelaufen ist. Maria gibt Paul zu erkennen, dass sie mit diesem „richtigen“ Abschied besser leben kann als mit Pauls plötzlichem Verschwinden 1928.

### Teil 9: Hermännchen (1955–1956)
Das Wirtschaftswunder hat die Schabbacher erreicht. Anton hat auf der Grundlage vieler Patente, die er entwickelt hat, eine optische Fabrik gegründet. Auch der ehemalige Kriegsflieger Ernst führt, gefördert durch die Heirat mit der Tochter eines vermögenden Holzhändlers, ein eigenes Unternehmen in der holzverarbeitenden Industrie. Allerdings gerät er später in die Pleite, weil sich Holztransporte per Hubschrauber als unwirtschaftlich erweisen. Auch seine Ehe geht darüber in die Brüche.
Der 16-jährige Hermann geht noch zur Schule, als einziger aus Schabbach, aufs 35 Kilometer entfernt gelegene Gymnasium, umsorgt von seiner Mutter Maria, deren ganzer Stolz er ist. Er soll eines Tages Ingenieur werden wie sein Vater, entwickelt aber vor allem musische Talente. Auf seiner Gitarre spielt er selbstkomponierte und selbstverfasste Lieder. Er verliebt sich in das elf Jahre ältere Klärchen Sisse. Sie lebt seit Kriegsende bei den Simons und kam aus dem zerstörten Ruhrgebiet in den Hunsrück. Jetzt arbeitet sie als Sekretärin in Antons Optik-Firma.
Zwischen Hermann und Klärchen entsteht eine leidenschaftliche Liebesgeschichte, von der natürlich niemand etwas erfahren darf. Dann aber wird Klärchen von Hermann schwanger und lässt das Kind abtreiben. Die ganze Sache fliegt auf und erschüttert das Familienleben. Maria ist schwer getroffen. Hermanns Bruder Anton droht damit, Klärchens Leben zu zerstören, wenn sie nicht sofort aus Hermanns Leben verschwindet. Klärchen und Hermann sehen sich daraufhin nur noch einmal. Schließlich verlässt Klärchen den Hunsrück, und Hermann, in verzweifelter Trauer um die zerstörte Liebe und im abgrundtiefen Hass auf seine Familie, beschließt, Schabbach für immer zu verlassen, sobald er alt genug ist.

### Teil 10: Die stolzen Jahre (1967–1969)
In den sechziger Jahren ist Anton zunehmend erfolgreich und zieht mit seiner optischen Fabrik das Interesse eines ausländischen Konzerns auf sich. Man bietet ihm 60 Millionen Mark für sein Unternehmen und für sämtliche Patente. Anton ist recht erschrocken und erbittet sich Bedenkzeit. Gemeinsam mit seiner Frau Martha beschließt er, mit seinem Vater in Amerika darüber zu sprechen.
Anton erfährt, dass sein Vater Paul sich gerade in Baden-Baden aufhält. Dort unterstützt Paul seinen Stiefsohn Hermann finanziell, der inzwischen ein bekannter Komponist ist und beim Südwestfunk die Aufführung einer elektronischen Klangsinfonie vorbereitet.
Paul rät Anton, seine Fabrik zu verkaufen, so wie er, Paul, das inzwischen auch getan habe. Anton fühlt sich aber ganz unverstanden und reist wieder ab. Er hängt an seinem Lebenswerk und beschließt, das Kaufangebot auszuschlagen. In der Zwischenzeit haben sich unter seinen Beschäftigten Gerüchte und Unruhe breitgemacht, aber Anton kann die Belegschaft mit seinem Entschluss beruhigen. Mit seiner Haltung entfremdet sich Anton zunehmend von seinem Bruder Ernst, der in der Gegend die Einrichtungen alter Bauernhöfe aufkauft, um sie unter anderem als rustikale Gaststätteneinrichtungen in ganz Deutschland zu verkaufen, während er die Hausbesitzer zu hässlichen modernen Fassaden überredet.
Inzwischen nähert sich die Aufführung von Hermanns Sinfonie im Radio. Die Dorfbewohner versammeln sich zum Hören im Dorfkrug, sind anschließend aber verstört und irritiert von den modernen, rätselhaften Klängen, mit denen sie nichts anfangen können. Auch Maria ist enttäuscht, dass Hermann ihr so fremd geworden ist. Lediglich Glasisch-Karl, das Dorf-Original, findet Gefallen an der Musik, weil er darin Vogelgesang wahrnimmt – und den Nagel damit auf den Kopf trifft, denn Hermann hat tatsächlich Nachtigallen in seine Musik eingebaut.

### Teil 11: Das Fest der Lebenden und der Toten (1982)
Im Jahr 1982 stirbt Maria Simon mit 82 Jahren, sie war immer so alt wie das Jahrhundert. Zu ihrer Beerdigung findet auch Ehemann Paul den Weg nach Schabbach. Hermann verspätet sich, weil er nicht rechtzeitig vom Tod der Mutter erfahren hat. Als er ins Dorf fährt, trifft er auf den Sarg seiner Mutter, den die Trauergemeinde bei einem Gewitterguss überstürzt mitten auf der Straße stehen lassen musste. Er und sein Stiefvater Paul spüren, wie sehr sie Maria vermissen.
Auf dem dörflichen Leichenschmaus erinnern sich die Trauergäste an Begebenheiten, die sie mit Maria erlebt haben. Als Arbeiter von Ernsts Antiquitäten-Firma schon am Tag der Beerdigung die Einrichtung im Simon-Haus begutachten wollen, stellt Anton seinen Bruder Ernst empört zur Rede und vernagelt sein Elternhaus mit Brettern. Anton befindet sich mit seiner Optik-Fabrik in Schwierigkeiten und hofft auf Subventionen der Bundesregierung. Die Ungewissheit setzt ihn zunehmend unter Stress. Bei der jährlichen Dorfkirmes, die kurz darauf beginnt, erleidet er einen Hörsturz.
Auf der Kirmes stirbt auch Glasisch-Karl, das Dorf-Original und unehelicher Sohn von Marie-Goot, der in jedem der bislang zehn Filme auftritt und eine Art Orts-Chronist ist, aber an keiner der menschlichen Problembeziehungen des Dorfes Anteil hat. In einer traumähnlichen Filmszene verlässt er seinen Körper und geht als junger Mann auf den hell erstrahlenden Eingang des Dorfsaales zu und tritt ein. Es versammeln sich im Saal alle verstorbenen Schabbacher zu ihrem eigenen Fest, dessen Höhepunkt die Ankunft von Maria ist. Die lebenden Dorfbewohner versuchen in diesen Momenten vergeblich, in den Saal zu gelangen, der aus unerfindlichen Gründen abgeschlossen, aber hell erleuchtet ist.
Die längste Sequenz des Films sind die sich immer aufs Neue wiederholenden dörflichen Kirmesattraktionen. Zwei beschäftigungslose Prostituierte stehen an einer Theke. Die eine spricht breites Bairisch, die andere Hamburgisch.
Hermann, den die Rückkehr nach Schabbach und die Erinnerungen an seine eigenen Wurzeln sehr beschäftigen, komponiert schließlich einige Chorgesänge im Hunsrücker Platt. In den Schieferhöhlen, die sich bei Schabbach befinden, lässt er einen Hunsrücker Chor sein neuestes Werk aufführen.
Damit endet die erste Reihe der Heimat-Filme.

## Hintergründe

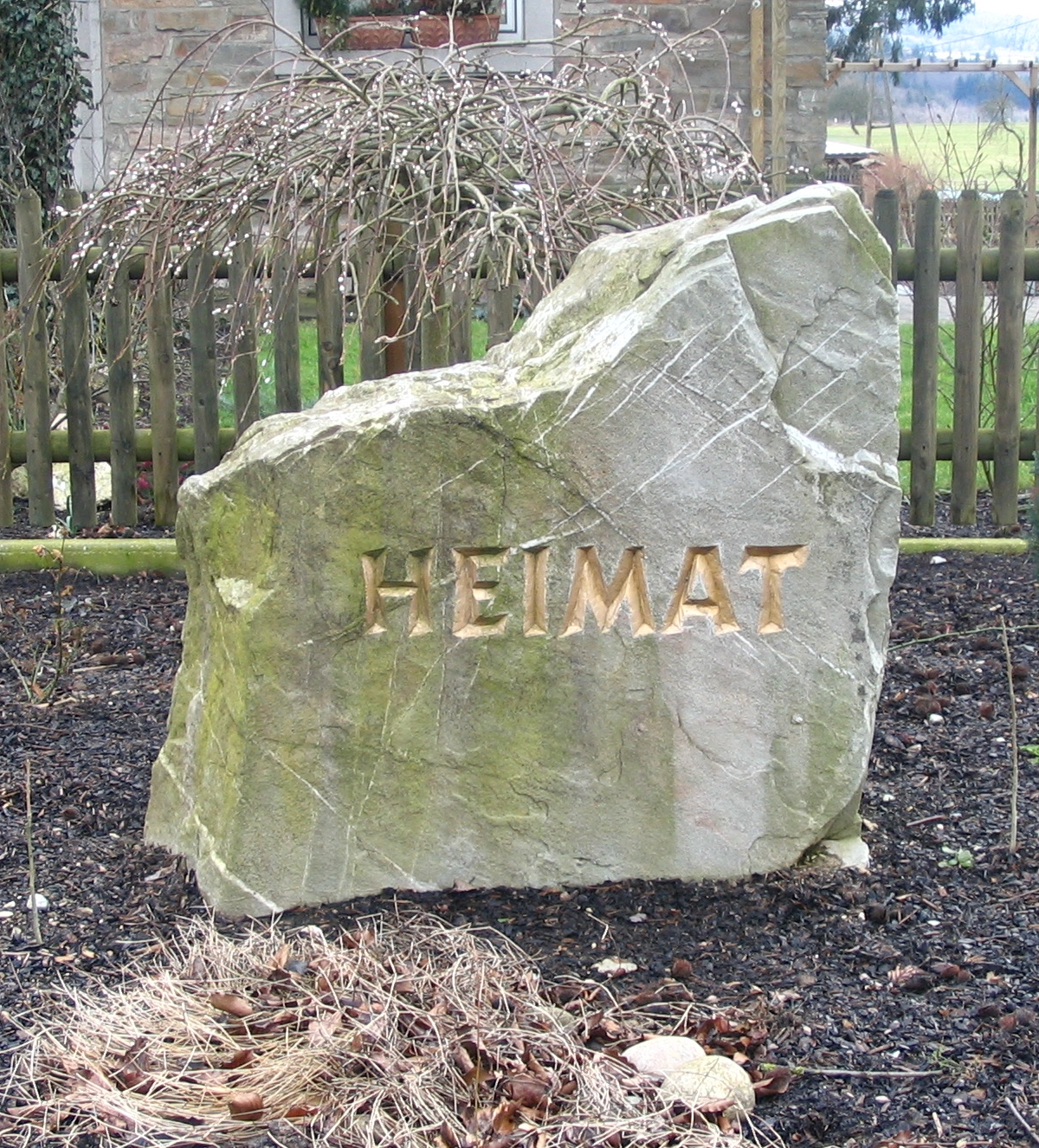
Heimat-Stein in Woppenroth

Edgar Reitz entwickelte die Geschichte der Familie Simon aus einer künstlerischen Krise heraus. Als 1978 sein Film Der Schneider von Ulm floppte und ihn auch wirtschaftlich fast ruinierte, zog sich Reitz nach Sylt zurück, wo er einige Zeit in einem Ferienhaus von Freunden unterkam. Dort dachte er lange über seine Herkunft und seinen Werdegang nach. Aus dieser Reflexion heraus entstand ein erstes Skript.
1979/80 zog sich Reitz schließlich in den Hunsrück zurück, um gemeinsam mit Peter Steinbach an dem Drehbuch zu arbeiten. Beide mieteten ein Blockhaus in Woppenroth und kamen im Gasthof Molz immer wieder mit zahlreichen Dorfbewohnern zusammen, um sich von den Geschichten und Anekdoten der Region inspirieren zu lassen. Parallel entstand aus dieser Arbeit heraus auch der Dokumentarfilm Geschichten aus den Hunsrückdörfern, gewissermaßen ein Prolog zu „Heimat“.
Reitz wollte das Projekt zunächst „Made in Germany“ nennen, so wie es auf dem Stein steht, der im Vorspann des Films zu sehen ist. Auch „Gehaichnis“, ein Begriff aus dem Hunsrücker Platt, kam kurzzeitig als Titel in Betracht. Angeblich war es dann der Filmproduzent Bernd Eichinger, der Reitz überzeugte, den Film „Heimat“ zu nennen, was in den 1970er und 1980er Jahren eine mutige Entscheidung war. Damals hatte der Heimatbegriff einen negativen Beigeschmack, einmal wegen der Blut-und-Boden-Ideologie der Nazis, aber auch vor der Kulisse der so genannten Heimatfilme der 1950er Jahre.
Die Dreharbeiten zu Heimat begannen 1980, hauptsächlich in den beiden Hunsrückdörfern Gehlweiler und Woppenroth, die den Kern von „Schabbach“ bildeten. Auf die Idee für den Ortsnamen kam Edgar Reitz, als er auf dem Friedhof in Bischofsdhron nahe seinem Geburtsort Morbach auf den Familiennamen Schabbach stieß.
Teil 9 – Hermännchen – ist der längste der ersten Staffel und hat insofern besondere Bedeutung für das Gesamtwerk, als hier, nicht etwa nach Teil 11, die zweite Reihe (Die zweite Heimat) anknüpft. Film 1 der „zweiten Heimat“ beginnt mit den Verzweiflungsszenen Hermanns aus Teil 9 der ersten Reihe und mit seinem Aufbruch nach München.
Die Dreharbeiten dauerten bis 1982. Die Premiere fand am 30. Juni 1984 im Münchner ARRI-Kino statt. Im Fernsehen wurden die elf Teile erstmals vom 16. September 1984 bis 24. Oktober 1984 in der ARD ausgestrahlt.
In Großbritannien erfolgte die Ausstrahlung 1987 an elf aufeinanderfolgenden Nächten auf BBC Two, wo sie zur Kultserie wurde.
Reitz stellte 2005 anlässlich einer Kino-Anfrage aus Italien fest, dass die letzte erhaltene Kinokopie nicht mehr abspielbar war. Auch die Materialien in seinem Archiv waren durch Alterung nicht mehr nutzbar. Er versuchte, Mittel für eine Restaurierung der Filmnegative im Bundesarchiv zu beschaffen. Die Digitalisierung und Bearbeitung dauerte annähernd fünf Jahre, dabei schnitt er die Filme behutsam so um, dass die Reihe jetzt aus sieben Teilen in kinogerechter Länge besteht. Am 7./8. Februar 2015 fand in Mainz die Premiere der digital restaurierten Kinofassung von Heimat statt, am 6./7. Juni 2015 lief die Reihe im Münchner ARRI-Kino, dem Ort der Premiere von 1984.

## Auszeichnungen
- 1984 gewann der Film bei den Internationalen Filmfestspielen von Venedig den FIPRESCI-Preis.
- 1985 erhielten Edgar Reitz, Peter Steinbach und Gernot Roll für die Folge Hermännchen sowie für die Gesamtreihe den Adolf-Grimme-Preis mit Gold.
- 1985 wurde Marita Breuer beim Bayerischen Filmpreis als Darstellerin ausgezeichnet.
- 1986 gewann der Film bei den London Critics Circle Film Awards einen ALFS Award als Bester ausländischer Film.